# Alonso Suárez (médico)
Alonso Suárez fue un médico, veterinario y humanista español del siglo XVI.
Muy poco se conoce sobre él. Era vecino de Talavera de la Reina, provincia de Toledo, y tradujo e imprimió, dedicándolo al señor de la villa de Huerta de Valdecarábanos (Toledo) Álvaro de Loaysa, una Recopilación de los más famosos griegos y latinos que trataron de la excelencia y generación de los caballos. Y asimismo como han de doctrinar y curar sus enfermedades y también de las mulas y su generación. Agora nuevamente transladados del latín en nuestra lengua castellana, por el licenciado Alonso Suárez, y añadido en muchas partes de los modernos lo que en los antiguos faltaron, juntamente con muchas declaraciones en las márgenes..., Toledo, Miguel Ferrer, 1564. Traduce desde los Veterinariae medicinae libri duo (Simon de Colines, Paris, 1530) del médico francés Jean Ruel (Johannes Roellius) pasajes de veinte autores, entre ellos el libro IX de los doce que componen el Opus ruralium commodorum (1309) de Pedro Crecentino de Bolonia, y Absirto, Hierocles (al que llama "Herocles"), Hipócrates, Pelagonio, Mago de Cartago, Jenofonte y Lorenzo Rusio, con quien concluye la obra. La mayor parte de lo que cuenta sobre la mula, según el Diccionario de Bibliografía agronómica y de toda clase de escritos (1865) de Braulio Antón Ramírez, está tomado del libro de albeitería de mosén Manuel Díez o Dies, pero, como el resto de la obra, muy enriquecido con sus anotaciones